# Daniel Deimel

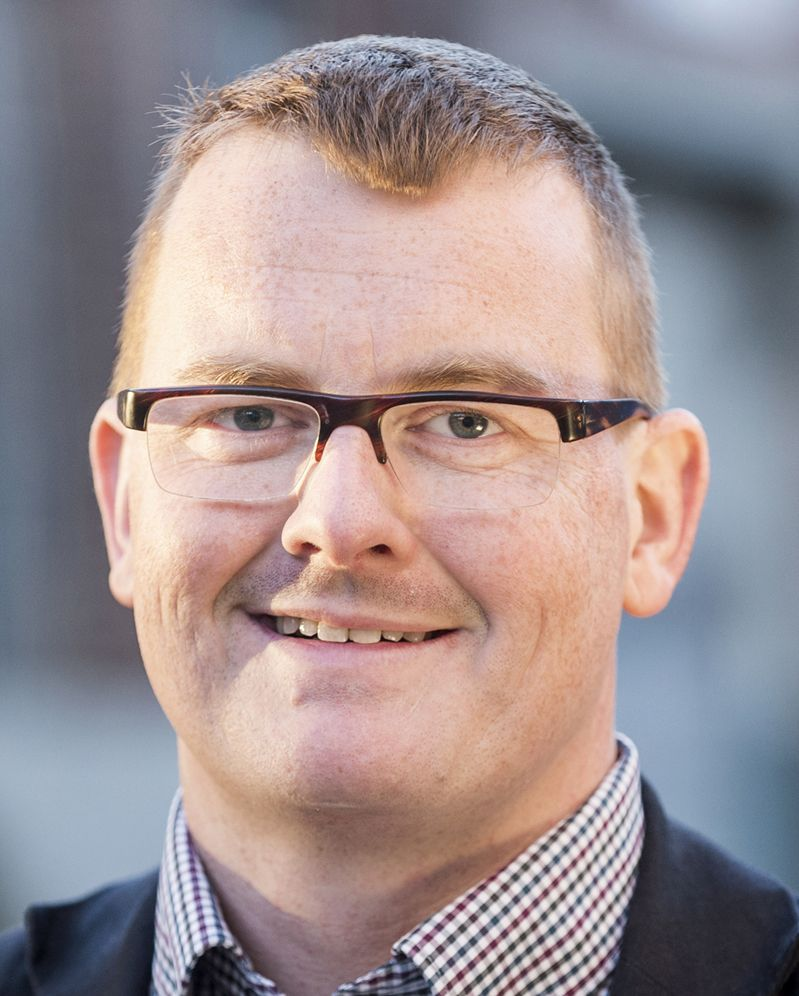
Daniel Deimel (2015)

Daniel Deimel (* 1977) ist ein deutscher Sozialarbeiter, Gesundheitswissenschaftler und Suchtforscher. Er ist Professor für Gesundheitsförderung und Prävention in der Fakultät Sozialwissenschaften der Technischen Hochschule Nürnberg.

## Ausbildung
Deimel studierte an der Katholischen Hochschule in Köln Soziale Arbeit und schloss das Studium 2002 mit dem Diplom ab. Es folgte von 2006 bis 2008 ein berufsbegleitendes Masterstudium in Suchtprävention und Suchttherapie, welches er mit dem wissenschaftlichen Grad M.Sc. sowie einer integrierten Weiterbildung zum Suchttherapeuten abschloss. Deimel promovierte sich an der Universität zu Köln zum Dr. phil. mit dem Thema „Psychosoziale Behandlung von substituierten Opiatabhängigen“. Es folgte eine Weiterbildung zum Supervisor und Coach (DGSv) bei der Gesellschaft für Personzentrierte Psychotherapie und Beratung e. V. (GwG) in Mainz.

## Berufliche Tätigkeit
Deimel war von 2000 bis 2011 als Sozialarbeiter und Suchttherapeut in unterschiedlichen Bereichen der Sucht- und Aidshilfe, insbesondere in der niedrigschwelligen Suchthilfe, der substitutionsgestützten Behandlung Opiatabhängiger, dem qualifizierten Drogenentzug, der Soziotherapie sowie in einem Wohn-Pflegeprojekt für AIDS-Erkrankte tätig.
Von 2013 bis 2024 war er Professor für Klinische Sozialarbeit an der Katholischen Hochschule NRW, Abt. Aachen Seit 2024 hat Deimel die HTA-Forschungsprofessur für Gesundheitsförderung und Prävention in der Fakultät für Sozialwissenschaften der Technischen Hochschule Nürnberg inne. Zudem ist er seit 2020 Gastwissenschaftler an der Abteilung für Suchtmedizin und Abhängiges Verhalten (Norbert Scherbaum) der Universität Duisburg-Essen und dem LVR-Klinikum Essen.

## Wissenschaftliche Schwerpunkte und Leistungen
Deimels Forschungsschwerpunkte liegen in den Bereichen der sozialwissenschaftlichen Sucht-, HIV- und AIDS-Forschung. Er führte Studien zu den Themenkomplexen Schadensminderung / Harm Reduction, Gewaltdynamiken und Substanzkonsum sowie Chemsex / sexualisiertem Substanzkonsum durch und fungiert zudem als nationaler Projektpartner das Drogen-Analyseprojekt ESCAPE der EMCDDA. Deimel war an Evaluationsprojekten für die Deutsche AIDS-Hilfe, Aidshilfe Hessen dem Seminarwerk AIDS in Aachen sowie für die Deutsche Vereinigung für Soziale Arbeit im Gesundheitswesen (DVSG) beteiligt.

## Auszeichnungen
- Posterpreis des Deutschen Suchtkongresses 2011.

## Ehrenamtliches Engagement
Seit 2019 ist Deimel Mitglied des Kuratoriums der Aidshilfe NRW.

## Veröffentlichungen

### Monographien und Herausgeberschaften
- Delinquenz und Soziale Arbeit: Prävention – Beratung – Resozialisierung. Lehrbuch für Studium und Praxis. Pabst, Lengerich 2019, ISBN 978-3-95853-552-7
- Soziale Arbeit in der Psychiatrie – Lehrbuch. (mit J. Bischkopf, Ch. Walther, R.-B. Zimmermann (Hrsg.)), Psychiatrie Verlag, Köln 2017, ISBN 978-3-88414-623-1
- Chemsex: Drogenkonsum bei Männern, die Sex mit Männern haben. In: Rausch. Wiener Zeitschrift für Suchttherapie, 5–6(4–1): 253-358, 2017, ISSN 2190-443X
- Psychosoziale Dimensionen der Suchttherapie. In: Rausch. Wiener Zeitschrift für Suchttherapie, 4(1):1–74, 2015, ISSN 2190-443X
- Psychosoziale Behandlung in der Substitutionstherapie. Praxis Klinischer Sozialarbeit. Tectum, Marburg 2013, ISBN 978-3-8288-3120-9

### Wissenschaftliche Artikel in Fachzeitschriften (Auswahl)
- T. M. Brunt, E. Lefrançois, G. Teemu, A. Arponen, T. Seyler, A. E. Goudriaan, A. McAuley, D. A. McKeown, V. Detrez, J. Csorba, D. Deimel, V. Auwärter, J. Kempf, S. Karolak, T. Nefau: Substances detected in used syringes of injected drug users across 7 cities in Europe in 2017 and 2018: The European Syringe Collection and Analysis Project Enterprise (ESCAPE). In: International Journal on Drug Policy. 2021, doi:10.1016/j.drugpo.2021.103130.
- A. Bohn, D. Sander, T. Köhler, N. Hees, F. Oswald, N. L. Scherbaum, D. Deimel, H. Schecke: Chemsex and mental health of men who have sex with men in Germany. In: Frontiers in Psychiatry. 2020, doi:10.3389/fpsyt.2020.542301.
- D. Deimel, F. Oswald, C. Bock, H. Stöver: Harm Reduction 24/7: Evaluation of the vending machine programm for drug users in North Rhine-Westphalia, Germany. In: Heroin Addiction and Related Clinical Problems. 22(4). Jahrgang, 2020, S. 29–38.
- H. Stöver, D. Jamin, I. I. Michels, B. Knorr, K. Keppler, D. Deimel: Opioid substitution therapy for people living in German prisons – Inequality compared to civic sector. In: Harm Reduction Journal. 16. Jahrgang, 2019, S. 72, doi:10.1186/s12954-019-0340-4.
- H. Schecke, T. Lea, A. Bohn, D. Sander, T. Köhler, N. Scherbaum, D. Deimel: Crystal Methampetamine use in sexual settings among German men who have sex with men. In: Frontiers in Psychiatry. 2019, doi:10.3389/fpsyt.2019.00886.
- D. Deimel, M. Künzel, P. Lessel, T. Köhler: Gewalt, Delinquenz und Substanzkonsum von deutschen Fußballfans: Ergebnisse einer quantitativen Erhebung. In: Rechtspsychologie. 5(1). Jahrgang, 2019, S. 61–77, doi:10.5771/2365-1083-2019-1-61.
- N. Graf, A. Dichtl, D. Deimel, D. Sander, H. Stöver: Chemsex among MSM in Germany: Motives, Consequences and the Response of the Support System. In: Sexual Health. 15(2). Jahrgang, 2018, S. 151–156, doi:10.1071/SH17142.
- H. Stöver, D. Deimel, S. Hößelbarth: Social work and support of people who use drugs in Germany. In: Social Work and HIV: A Global Response. IASSW & UNAIDS, Geneva 2017, S. 101–126 (unaids.org [PDF]).
- D. Deimel, H. Stöver, S. Hößelbarth, A. Dichtl, N. Graf, V. Gebhardt: Drug Use and Health Behaviour Among German Men Who Have Sex With Men: Results of a Qualitative, Multi-Centre Study. In: Harm Reduction Journal. 13. Jahrgang, 2016, S. 36, doi:10.1186/s12954-016-0125-y.
- D. Deimel, H. Stöver: Psychosocially assisted pharmacological treatment of opioid dependence in Germany: problems and perspectives. In: Heroin Addiction and Related Clinical Problems. 17(2-3). Jahrgang, 2015, S. 51–58.